# 山田ひろし
山田 ひろし（やまだ ひろし）は、日本の作詞家。

## 来歴・人物
神奈川県横浜市出身。日本大学芸術学部卒業。
卒業後ヤマハ音楽振興会と契約。その後、フジパシフィックミュージックと専属作家契約を締結。
また、作詞以外にもバンドのプロデュースも手がける。
QUEENのトリビュートバンド「Gueen」に「スパイク山田」としてギター、キーボード、コーラスで参加中。

## 作詞提供
※ 50音順
- 愛「君にAiDai/ふたりで乗った観覧車」
- 岩崎宏美「約束」「ジェシカ」「方舟」「小さな蝶」「うたがある」「Bewith」「そこにあるもの」
- Wink「Angel Love Story 〜秋色の天使〜」
- 植村花菜「トイレの神様」（植村と共同）
- ef collage「Today」
- 加藤英美里「失恋サバイバー」「下僕転生」「ソロオデン」
- 神崎まき「バスが来る」「なんでかな?」「もう平気」「虹のふもとへ」「香港的士 -Hong Kong Taxi-」
- 吉川晃司「The Gundogs」「恋のジェリーフィッシュ」他多数（吉川と共同、jam名義）
- キングコング梶原「New Horizon 〜戦え!星の戦士たち」
- Keno「Circle of Days」「Heat Haze 〜陽炎〜 」「おはよう。」「パレット」（HIROとの共同）
- クレイジーケンバンド「Lookin' your eyes」
- ゴスペラーズ「Atlas」「JOIN 2 JOYS」「GOD BLESS YOU」「夕焼けシャッフル」「愛のためだけに」「裸身」「Slow Luv」「Wanderers」「Get me on」「残照」「FWFL」「Right on, Babe」「Reflections」「Real tight」「Love Light」「Let it go」「The Ruler」「冬響」「見つめられない」「Your Hero」「ギリギリSHOUT!」「太陽の5人」「GOSWING」「暁」
- KELUN「CHU-BURA」（児嶋亮介との共同、jam名義）
- GORO（野口五郎）「愛がメラメラ - SMOOTH -」
- 近藤隆「a little wonder」「Here I am」「シンジアウコト」「キセキじゃない」「天使じゃなくたって」「'Cause it's you」「雨のパズル」「君が好きなのはあの頃の僕」
- 島谷ひとみ「やぶれかぶれ」「Oss Mess Kiss Killaly!!」「つづれ織り」「ソルジャー! ソルジャー!」
- 少年隊「Believe」
- シン・スンフン「僕より少し高いところに君がいるだけ 〜連理の枝〜」
- スターダスト・レビュー「木蘭の涙」「少年」「横顔」
- 高橋美佳子「オトメロディー」
- 高橋ひろ「アンバランスなKissをして」
- 高橋洋樹「超星艦隊セイザーX」「ジャンプだ! 僕らのセイザーX!!」
- 寺岡呼人「さよならノストラダムス」「Departure」「Japan As No.1!!」（以下は寺岡と共作詞）「花火」「Holiday」「泥船」「マチルダ」「オリオン座」「流星」「BLOOD, SWEAT & LOVE」「Gear ～歯車～」
- 東方神起「The way U are -Japanese ver.-」「One」「High Time」
- TOKIO「永遠の星座 〜YAMATO 2520愛のテーマ〜」「Girl」「この夜を越えて」「抱きしめたかった」「渡せないエンジェル」「涙のウェディングベル」
- 徳永英明「恋をしてゆこう」「やさしいね」「抱きしめてあげる/花束」「愛が哀しいから」「永遠の果てに」他、多数
- 中村雅俊「哀しい人」
- 中村優「Questions?」「Today」
- ねずみ男（千葉繁）「ねずみうた」
- 林部智史「迷子のお知らせ」
- DOVE「旅の記憶」「ラクダ」「DECAYED WORLD」「LOST」「丘にある椅子」「瞳の中で」「裸足の太陽」「砂のサーカス」「Insideout」「河を見ている」「真昼の月」(他メンバーとの共作多数)
- V6「Can do! Can go!」「NO DAMAGE」「Be Yourself!」
  - 20th Century「Knock me Real」
  - Junichi Okada & 20th Century「Alone again」
  - Masayuki Sakamoto「Shelter」
- MAGIC「JOKER」「C'mon C'mon C'mon」「Shout to the love」
- Mаnа「腕の中の永遠」
- 米川英之「ムーンスパイラル」「Ring A Bell」「君を連れてゆく」「どこにもいないよ」
- 森川美穂「翼にかえて」「99 Generation」「DOMINO」
- 森友嵐士「名前のない者たち（森友嵐士との共同、jam名義）」
- RAG FAIR「メリミー！」
- 和田アキ子「愛のためだけに」
  - 和田アキ子　with BOYS AND MEN研究生 「愛を頑張って」
- おかあさんといっしょ「ドンスカパンパンおうえんだん」（2009年1月のこんげつのうた）

## アニメ
※作曲も含む
- フランダースの犬 ぼくのパトラッシュ（1992年）主題歌
- 伝説の勇者ダ・ガーン（1992年）主題歌
- 幽☆遊☆白書（1993年）副主題歌
- バケツでごはん(テレビアニメ版)（1996年）オープニングテーマ「シアワセの王様」
- デジモンアドベンチャー（1999年）
  - 挿入歌他
- デジモンアドベンチャー02（2000年）
  - 挿入歌「Break up!」「Beat Hit!」（ともに歌：宮崎歩、作曲：太田美知彦）他
- デジモンテイマーズ（2001年）
  - OP「The Biggest Dreamer」（歌：和田光司、作曲：太田美知彦）
  - 挿入歌「SLASH!」（歌、作曲：太田美知彦）
  - 「One Vision」（歌：谷本貴義、作曲：太田美知彦）他
- 劇場版「デジモンテイマーズ 冒険者たちの戦い」（2001年）
  - 挿入歌「トモダチの海」（歌：Sammy、作曲：山崎燿）
- デジモンフロンティア（2002年）
  - OP「FIRE!!」（歌：和田光司、作曲：太田美知彦）
  - 「an Endless tale」（歌：和田光司&AiM、作曲：太田美知彦）
  - 挿入歌「The last element」（歌：アユミ（宮崎歩）、作曲：渡部チェル）他
- わがまま☆フェアリー ミルモでポン!（2004年）キャラクターソング
- おねがいマイメロディシリーズ（2005年）主題歌、副主題歌
- デジモンセイバーズ （2006年）
  - 挿入歌「Believer」（歌：Ikuo、作曲：太田美知彦）他
- ゲゲゲの鬼太郎（2007年）27話以降エンディング曲『妖怪横丁ゲゲゲ節』
- ドルアーガの塔 〜the Aegis of URUK〜（2009年）第1話 - 第11話エンディング
- ドラゴンボール改（2009年）挿入歌
- トリコ（2011年）主題歌「ガツガツ!!」「豪食マイウェイ!!」他
- 君のいる町（2013年）ED「君のいる町」（歌：桐島青大（細谷佳正）作曲：太田美知彦）